# Svetlana Saenko
Svetlana Saenko (în ucraineană Світлана Саєнко; n. 27 octombrie 1982, Sumî, RSS Ucraineană, URSS) este o luptătoare moldoveană de origine ucraineană care a participat la Jocurile Olimpice de vară din 2004 și la Olimpiada din 2012. A câștigat o medalie de bronz la Jocurile Europene din 2015 în categoria de 75 kg.

## Legături externe
- en Svetlana Saenko la Olympedia.org